# Pyrinia acutipennis
Pyrinia acutipennis es una especie de polilla de la familia Geometridae. La especie fue descrita por primera vez por Max Bastelberger habiendo sido descrita en 1907, con distribución en el estado Mérida, Venezuela.